# Mathias Josephus Hubertus Beltjens
Mathias Josephus Hubertus Beltjens, meer bekend als Jos. Beltjens, (Roermond, 14 november 1820 – aldaar 12 november 1909) was een Nederlands componist, voornamelijk binnen het genre kerkmuziek.

## Leven
Hij werd geboren binnen het gezin van horlogemaker Jan Michaël Beltjens en Maria Catharina Reijners. Hijzelf was getrouwd met Anna Maria Margaretha Dreessens, dochter van de uitbater van de oude De Doele. Hij werd op oudere leeftijd blind. Hij woonde enige tijd in Kapel in 't Zand.
Hij genoot zijn opleiding aan de conservatoria van Luik en Brussel.In Luik studeerde hij klarinet en bij Louis Joseph Daussoigne-Méhul. In Brussel kreeg hij les van François-Joseph Fétis. Hij werkte als piano- en zangonderwijzer aan een gymnasium in Katwijk aan de Rijn. Eenmaal terug als muziekmeester in zijn geboortestad was hij directeur van de Koninklijke Harmonie te Roermond en ook van Liederkrans. Hij begon toen ook meer te componeren. In 1857 vertrok hij naar Rotterdam, hij richtte daar onder andere het "Rotte’s mannenkoor" op. In Rotterdam volgde hij tijdelijk zijn schoonvader op als directeur van De Doele, maar dat pakte financieel niet goed uit. In 1858 zou hij een medaille van de Franse overheid ontvangen hebben, vanwege een onbekend gebleven compositie. Aan het eind van zijn leven woonde hij toch weer in Roermond.

## Werken
Er verschenen tal van werken van zijn hand, het zouden er meer dan 150 zijn. Daaronder bevinden zich een Veni Creator (opus 32, uitgegeven in 1851 door Th.J. Rothaan) en een Te Deum Laudamus (opus 118, uitgegeven in 1876 door G. Alsbach & Co, opgedragen een Gerardus Petrus Wilmer). Hij schreef zijn kerkmuziek vaak in de kerktoonsoorten. Zijn bekendste werkje is echter In ’t groene dal, in het stille dal (officieel getiteld: De kleinste, uitgegeven in 1877) met een tekst van Jan Pieter Heije. Het bracht het tot opnamen door onder andere Marie Cecile Moerdijk, Nana Mouskouri en James Last. Het werd opgenomen in de bundel Kun je nog zingen, zing dan mee, editie 1908. Enkele andere werken:
- opus 1: Abendruhe
- opus 2: Die zwei Brüder
- opus 4: La fiancée du marin
- opus 10: La jalousie, esquisse caractéristique
- opus 12: Fleurs ephémeres
- opus 17: Acht Gesänge für Männerstimmen
- opus 20: Fleurs des dunes, pianomuziek uit 1849
- opus 21: Cesse d’aimer
- opus 28: Repertorium
- opus 38: Pensée du soir (1867)
- opus 45: Nocturne in As
- opus 60: Margaricha, mazurka
- opus 62: Au moulin (Le chant du meunier)
- opus 65: Drei Gesänge
- opus 66: Elfrida
- opus 70: 6 Tamtum ergo a 4 voix
- opus 71: Ave Maria
- opus 73: Troost in Benauwdheid (1861, Rotterdam)
- opus 76: Vier Lieder
- opus 85: De visschersbruid (Die Braut des Fischers)
- opus 87: Nocturne nr. 2
- opus 88: Abschied
- opus 96: Harmonische und melodische Skizzen

- opus 100: Sechs Gesänge
- opus 125: Missa "Toni Phrygi" in honorem Sacratissimi Cordis Jesu ad quatuor voces inaequales
- opus 126: Moduilationen in die alten Kirchentonarten Dorisch, Phrygisch, Lydisch, Mizolydisch, Aeolisch und Jonisch
- opus 127: Missa secunda in honorem Sancti Josephi
- opus 129: Exsultate Deo! XVIII cantiones sacrae ad quatuor voces inaequales
- opus 133: 42 Vor-, Zwischen- und Nachspiele in den alten Kirchentonarten für Orgel
- opus 139: Missa quinta in honorem S. Ludovici Regis Franciae ad quatuor voces inaequales
- opus 140: XVI Canticum: Magnificat octo modorum quod vocibus aequlibus concenendum
- opus 150: missa Via in honorem purissimi cordis B.M.V.
- A mon enfant
- An eine Blume des Herzens uit 1855, tweede prijs in een compositiewedstrijd in Mannheim
- Le papillon, een polka uit 1862
- Cantiques, bundels 1 en 2,  voor piano
- Le retour de la moisson
- L’enfant et la sylphide

- Bibliothèque nationale de France: cb14831028b (data)
- Biografisch Portaal: 53623984
- Gemeinsame Normdatei: 1144217253
- International Standard Name Identifier: 0000 0000 6137 8497
- Library of Congress Control Number: no2007013739
- MusicBrainz: 46504c38-5e36-4da7-8c00-aae67b3857fb
- Nederlandse Thesaurus van Auteursnamen: 195730496
- Système universitaire de documentation: 243989105
- Virtual International Authority File: 56877436
- WorldCat: E39PBJxWMKc4J44DhMhvdwKcfq